# Mélina Robert-Michon
Mélina Robert-Michon (Voiron, 18 luglio 1979) è una discobola francese, detentrice del record nazionale francese con la misura di 66,73 m.

## Biografia
Il 17 luglio 2002, alla vigilia dei suoi 23 anni, batte il record nazionale francese di lancio del disco con un lancio di 65,78 metri.
Alle Olimpiadi di Londra 2012 conclude la gara in sesta posizione con la misura di 63,98 m. L'11 agosto 2013 vince la medaglia d'argento ai Mondiali di Mosca con un lancio di 66,28 metri, migliorando il suo record nazionale di mezzo metro. L'anno successivo vince l'argento ai Campionati Europei a Zurigo.
Il 25 giugno 2016 vince il suo 16 ° titolo di campione di Francia e, poco dopo, conclude in quinta posizione ai campionati europei di Amsterdam lanciando a 62,47 m. Il 16 agosto 2016, alla sua quinta partecipazione ai Giochi olimpici, vince la medaglia d'argento olimpica, all'età di 37 anni, lanciando il suo disco alla misura di 66,73 m, nuovo record nazionale francese.

## Record nazionali
- Lancio del disco 66,73 m ( Rio de Janeiro, 16 agosto 2016)

## Palmarès
| Anno | Manifestazione          | Sede              | Evento           | Risultato | Prestazione | Note                                     |
| ---- | ----------------------- | ----------------- | ---------------- | --------- | ----------- | ---------------------------------------- |
| 1998 | Mondiali juniores       | Annecy            | Lancio del disco | Argento   | 55,01 m     |                                          |
| 1999 | Universiadi             | Palma di Maiorca  | Lancio del disco | 8ª        | 56,81 m     |                                          |
| 2000 | Giochi olimpici         | Sydney            | Lancio del disco | 29ª       | 57,74 m     |                                          |
| 2001 | Europei under 23        | Amsterdam         | Lancio del disco | Oro       | 58,52 m     |                                          |
| 2001 | Mondiali                | Edmonton          | Lancio del disco | 20ª       | 56,22 m     |                                          |
| 2001 | Universiadi             | Pechino           | Lancio del disco | Bronzo    | 58,04 m     |                                          |
| 2002 | Europei                 | Monaco di Baviera | Lancio del disco | 12ª       | 54,92 m     |                                          |
| 2003 | Mondiali                | Parigi            | Lancio del disco | 11ª       | 58,52 m     |                                          |
| 2004 | Giochi olimpici         | Atene             | Lancio del disco | 31ª       | 56,70 m     |                                          |
| 2005 | Giochi del Mediterraneo | Almería           | Lancio del disco | 6ª        | 51,80 m     |                                          |
| 2007 | Mondiali                | Osaka             | Lancio del disco | 11ª       | 57,81 m     |                                          |
| 2008 | Giochi olimpici         | Pechino           | Lancio del disco | 7ª        | 60,66 m     |                                          |
| 2009 | Giochi del Mediterraneo | Pescara           | Lancio del disco | Oro       | 61,17 m     |                                          |
| 2009 | Mondiali                | Berlino           | Lancio del disco | 8ª        | 60,92 m     |                                          |
| 2012 | Europei                 | Helsinki          | Lancio del disco | 6ª        | 60,41 m     |                                          |
| 2012 | Giochi olimpici         | Londra            | Lancio del disco | 5ª        | 63,98 m     | Miglior prestazione personale stagionale |
| 2013 | Mondiali                | Mosca             | Lancio del disco | Argento   | 66,28 m     | Record nazionale                         |
| 2014 | Europei                 | Zurigo            | Lancio del disco | Argento   | 65,33 m     |                                          |
| 2015 | Mondiali                | Pechino           | Lancio del disco | 10ª       | 60,92 m     |                                          |
| 2016 | Europei                 | Amsterdam         | Lancio del disco | 5ª        | 62,47 m     |                                          |
| 2016 | Giochi olimpici         | Rio de Janeiro    | Lancio del disco | Argento   | 66,73 m     | Record nazionale                         |
| 2017 | Mondiali                | Londra            | Lancio del disco | Bronzo    | 66,21 m     | Miglior prestazione personale stagionale |
| 2019 | Mondiali                | Doha              | Lancio del disco | 10ª       | 59,99 m     |                                          |
| 2021 | Giochi olimpici         | Tokyo             | Lancio del disco | 15ª (q)   | 60,88 m     |                                          |
| 2022 | Mondiali                | Eugene            | Lancio del disco | 10ª       | 60,36 m     |                                          |
| 2022 | Europei                 | Monaco            | Lancio del disco | 8ª        | 60,60 m     |                                          |
| 2023 | Giochi europei          | Chorzów           | Lancio del disco | Bronzo    | 64,21 m     | [ 1 ]                                    |
| 2023 | Mondiali                | Budapest          | Lancio del disco | 9ª        | 63,46 m     |                                          |
| 2024 | Europei                 | Roma              | Lancio del disco | 7ª        | 61,65 m     |                                          |
| 2024 | Giochi olimpici         | Parigi            | Lancio del disco | 12ª       | 57,03 m     |                                          |

## Campionati nazionali
- 17 volte campionessa nazionale francese nel lancio del disco (2000/2009, 2011/2017)

## Altre competizioni internazionali
2000
- 5ª in Coppa Europa ( Gateshead), lancio del disco - 57,74 m

2001
- Argento in Coppa Europa invernale di lanci ( Nizza), lancio del disco - 61,67 m
- 6ª in Coppa Europa ( Brema), lancio del disco - 58,07 m

2002
- 5ª in Coppa Europa invernale di lanci ( Pola), lancio del disco - 57,87 m
- 8ª in Coppa Europa ( Annecy), lancio del disco - 53,94 m

2003
- 5ª in Coppa Europa invernale di lanci ( Gioia Tauro), lancio del disco - 58,34 m
- Argento in Coppa Europa ( Firenze), lancio del disco - 61,67 m

2004
- Bronzo in Coppa Europa invernale di lanci ( Marsa), lancio del disco - 58,69 m
- 4ª in Coppa Europa ( Bydgoszcz), lancio del disco - 60,49 m

2005
- 7ª in Coppa Europa invernale di lanci ( Mersin), lancio del disco - 56,67 m

2006
- 13ª alla Coppa Europa invernale di lanci ( Tel Aviv), lancio del disco - 54,27 m
- 7ª in Coppa Europa ( Malaga), lancio del disco - 55,56 m

2007
- Argento in Coppa Europa invernale di lanci ( Jalta), lancio del disco - 63,48 m
- 5ª in Coppa Europa ( Monaco di Baviera), lancio del disco - 57,94 m

2008
- Argento in Coppa Europa invernale di lanci ( Spalato), lancio del disco - 59,93 m
- 4ª in Coppa Europa ( Annecy), lancio del disco - 58,97 m

2009
- 4ª in Coppa Europa invernale di lanci ( Tenerife), lancio del disco - 58,88 m
- Argento agli Europei a squadre ( Leiria), lancio del disco - 61,41 m
- Bronzo alla World Athletics Final ( Salonicco), lancio del disco - 61,74 m
- Oro al DécaNation ( Angers), lancio del disco - 63,04 m

2011
- 8ª alla Coppa Europa invernale di lanci ( Sofia), lancio del disco - 54,28 m
- 5ª agli Europei a squadre ( Stoccolma), lancio del disco - 57,36 m
- 7ª all'Athletissima ( Losanna), lancio del disco - 59,37 m
- 8ª al Birmingham Grand Prix ( Birmingham), lancio del disco - 57,80 m
- 7ª al Herculis ( Monaco), lancio del disco - 58,51 m

2012
- Bronzo in Coppa Europa invernale di lanci ( Bar), lancio del disco - 63,03 m
- 4ª agli FBK Games ( Hengelo), lancio del disco - 59,44 m
- Bronzo al Meeting Areva ( Parigi), lancio del disco - 61,04 m
- 7ª al Herculis ( Monaco), lancio del disco - 59,60 m
- 7ª al DN Galan ( Stoccolma), lancio del disco - 59,95 m
- 7ª al Weltklasse Zürich ( Zurigo), lancio del disco - 59,16 m
- Bronzo al Hanžeković Memorial ( Zagabria), lancio del disco - 60,50 m

2013
- Argento in Coppa Europa invernale di lanci ( Castellón de la Plana), lancio del disco - 61,26 m
- 6ª al Doha Diamond League ( Doha), lancio del disco - 61,09 m
- Bronzo all'Adidas Grand Prix ( New York), lancio del disco - 61,45 m
- Oro al Meeting International de Montreuil ( Montreuil-sous-Bois), lancio del disco - 63,29 m
- 6ª al Golden Gala Pietro Mennea ( Roma), lancio del disco - 61,29 m
- Oro agli Europei a squadre ( Gateshead), lancio del disco - 63,75 m
- 5ª al Birmingham Grand Prix ( Birmingham), lancio del disco - 59,50 m
- 6ª all'Athletissima ( Losanna), lancio del disco - 62,44 m
- 7ª al Herculis ( Monaco), lancio del disco - 59,49 m
- Bronzo al Memorial Van Damme ( Bruxelles), lancio del disco - 63,45 m
- 4ª al Rieti Meeting ( Rieti), lancio del disco - 61,62 m

2014
- Oro in Coppa Europa invernale di lanci ( Leiria), lancio del disco - 64,20 m
- Bronzo al Shanghai Golden Grand Prix ( Shanghai), lancio del disco - 62,66 m
- 5ª al Prefontaine Classic ( Eugene), lancio del disco - 63,65 m
- 5ª ai Bislett Games ( Oslo), lancio del disco - 63,08 m
- Oro agli Europei a squadre ( Braunschweig), lancio del disco - 65,51 m
- 4ª al Meeting Areva ( Parigi), lancio del disco - 64,17 m
- 4ª al DN Galan ( Stoccolma), lancio del disco - 63,79 m
- 5ª al Weltklasse Zürich ( Zurigo), lancio del disco - 62,75 m
- Argento al DécaNation ( Angers), lancio del disco - 62,86 m
- Bronzo al Hanžeković Memorial ( Zagabria), lancio del disco - 60,75 m
- 4ª in Coppa continentale ( Marrakech), lancio del disco - 61,89 m

2015
- Argento in Coppa Europa invernale di lanci ( Leiria), lancio del disco - 64,75 m
- Bronzo al Sainsbury's Birmingham Grand Prix ( Birmingham), lancio del disco - 63,23 m
- Bronzo all'Adidas Grand Prix ( New York), lancio del disco - 62,77 m
- Oro agli Europei a squadre ( Čeboksary), lancio del disco - 62,24 m
- Argento al DécaNation ( Parigi), lancio del disco - 58,32 m

2016
- Oro in Coppa Europa invernale di lanci ( Arad), lancio del disco - 62,05 m
- Bronzo al Prefontaine Classic ( Eugene), lancio del disco - 63,69 m
- Argento al Bauhaus-Galan ( Stoccolma), lancio del disco - 64,96 m
- Bronzo al Hanžeković Memorial ( Zagabria), lancio del disco - 61,42 m
- Oro al DécaNation ( Marsiglia), lancio del disco - 61,40 m

2017
- Oro in Coppa Europa invernale di lanci ( Las Palmas), lancio del disco - 62,35 m
- 8ª al Shanghai Golden Grand Prix ( Shanghai), lancio del disco - 61,43 m
- 5ª ai Bislett Games ( Oslo), lancio del disco - 59,88 m
- 4ª al Bauhaus-Galan ( Stoccolma), lancio del disco - 61,91 m
- Oro agli Europei a squadre ( Villeneuve-d'Ascq), lancio del disco - 62,62 m
- 6ª al Müller Anniversary Games ( Birmingham), lancio del disco - 62,17 m
- Argento al DécaNation ( Angers), lancio del disco - 60,06 m

2023
- Bronzo ai Campionati europei a squadre di atletica leggera ( Chorzów), lancio del disco - 64,21 m